# Península Stokes
La península Stokes es una península sobre la margen norte de la ría Deseado, en el departamento Deseado, de la Provincia de Santa Cruz, Patagonia Argentina. Si bien es una península, suele quedar aislada del continente durante la marea alta.
Es una península de medianas dimensiones ubicada en la parte central de la ría, a 12 kilómetros al oeste en línea recta de la ciudad de Puerto Deseado. Se encuentra en el límite entre las bahías Concordia y Uruguay, a 400 metros al sudoeste de la isla del Rey, y a 1 kilómetro al oeste de la Península Viedma. Presenta un estrechamiento en su parte media que la divide en dos partes bien diferenciadas. La primera ubicada al noreste presenta una suave lomada con algunos afloramientos rocosos ignimbríticos de la formación Bahía Laura que se cortan abruptamente en estrechamiento. La mitad ubicada al sudoeste está compuesta prácticamente por un gran promontorio rocoso, con acantilados que pueden llegar a 40 metros de altura, a excepción de una pequeña franja costera compuesta por arena y grava frente al cerro Van Noort.